# Miroslav Bartůšek
Miroslav Bartůšek (1921-1985) fue un deportista checoslovaco que compitió en natación. Ganó una medalla de bronce en el Campeonato Europeo de Natación de 1947 en la prueba de 400 m libre.

## Palmarés internacional
| Campeonato Europeo | Campeonato Europeo  | Campeonato Europeo | Campeonato Europeo |
| Año                | Lugar               | Medalla            | Prueba             |
| ------------------ | ------------------- | ------------------ | ------------------ |
| 1947               | Montecarlo (Mónaco) | Medalla de bronce  | 400 m libre        |